# گروه اساتید
گروه اساتید موسیقی ایران یک گروه موسیقی سنتی ایرانی بود که با سرپرستی فرامرز پایور فعالیت می‌کرد، اساتید موسیقی در این گروه گرد هم آمده بودند، این گروه با خوانندگان مختلفی همچون محمدرضا شجریان، شهرام ناظری و دیگران همکاری کرد.

## آثار
- آلبوم انتظار دل با خوانندگی محمدرضا شجریان
- آلبوم خلوت گزیده با خوانندگی محمدرضا شجریان
- آلبوم لیلی و مجنون با خوانندگی شهرام ناظری
- آلبوم دل شیدا با خوانندگی شهرام ناظری
- آلبوم کنسرت اساتید موسیقی ایران با خوانندگی شهرام ناظری